# أمنتاقو (قرية)
أمنتاقو هي إحدى قرى النوبة والتي تقع في دولة السودان في منطقة دنقلا .